# Лихтенекерт, Иштван
Иштван Лихтенекерт (венг. Lichteneckert István; 17 августа 1892 — 10 ноября 1929) — венгерский фехтовальщик, призёр Олимпийских игр.
Иштван Лихтенекерт родился в 1892 году в Будапеште. В 1924 году на Олимпийских играх в Париже завоевал бронзовую медаль в командном первенстве на рапирах. 